# Harvey Lord
Harvey Hurd Lord (Evanston, 13 agosto 1878 – Chicago, 3 maggio 1920) è stato un mezzofondista e velocista statunitense.
Lord rappresentò l'Università di Chicago nelle gare intercollegiali di atletica.
Prese parte ai Giochi olimpici di Parigi del 1900 nelle gare dei 400 metri piani e degli 800 metri piani. In entrambe le competizioni fu eliminato in batteria.